# Wanda Żółkiewska

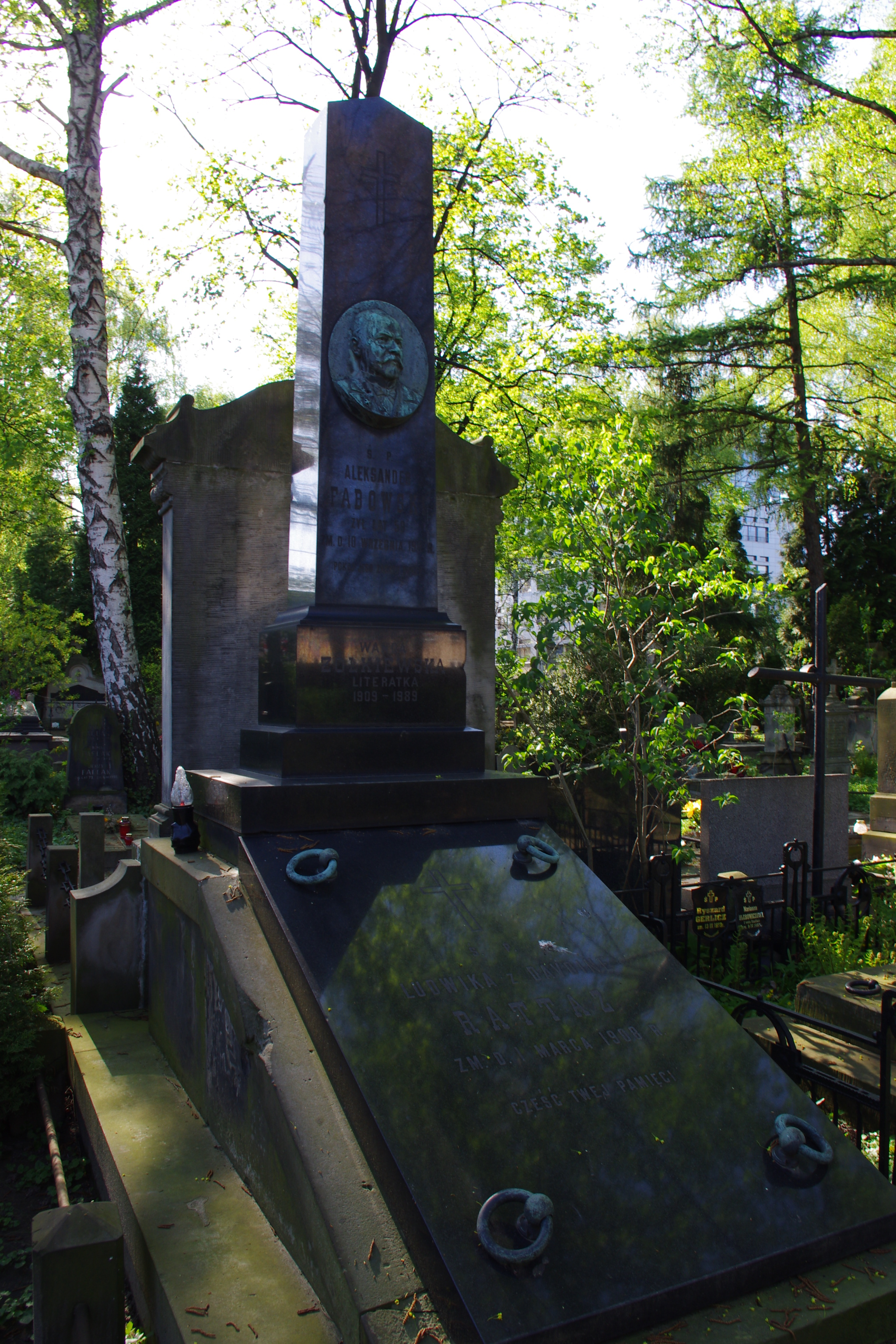
Grób Wandy Żółkiewskiej na cmentarzu ewangelicko-reformowanym w Warszawie

Wanda Żółkiewska (ur. 10 stycznia 1912 w Warszawie, zm. 26 sierpnia 1989 tamże) – polska pisarka, autorka powieści dla dzieci i młodzieży.

## Życiorys
Córka Józefa Fabijanowskiego. Ukończyła polonistykę na Uniwersytecie Warszawskim. 
W czasie okupacji niemieckiej działała w Polskiej Partii Robotniczej, podczas likwidacji getta warszawskiego prowadziła akcję pomocy Żydom. W latach 1944–1945 przebywała w obozie pracy w Niemczech.
Po wojnie wstąpiła do PZPR‑u i ZLP. Publikowała w „Kuźnicy” (1946–1947), „Płomyku” (od 1968), „Płomyczku” oraz tygodniku ZHP „Świat Młodych”. Autorka wielu książek przeznaczonych dla dzieci i młodzieży. Twórczyni lub współtwórczyni scenariuszy do trzech filmów: Za wami pójdą inni... (dramat wojenny, 1949, reż. Antoni Bohdziewicz), Historia żółtej ciżemki (dla dzieci, 1961, reż. Sylwester Chęciński) oraz Poznańskie słowiki (muzyczny, 1966, reż. Hieronim Przybył). W 1978 została mianowana prezesem Oddziału Warszawskiego ZLP.  
W 1967 otrzymała nagrodę m.st. Warszawy, w 1979 nagrodę Prezesa Rady Ministrów za całokształt twórczości.
Była pierwszą żoną Stefana Żółkiewskiego, krytyka i historyka literatury oraz polityka. W 1949 wyszła za Jana Wilczka (1916–1987), pisarza i urzędnika Ministerstwa Kultury i Sztuki.
Została pochowana na cmentarzu ewangelicko-reformowanym (kwatera R-2-9).

## Twórczość
- Kobiety z Limbach (1946)
- Pluton Wacka hutnika (1948) powieść dla młodzieży
- Droga przez ogień (1951) powieść dla młodzieży
- Egzamin serc (1953) powieść dla młodzieży
- Przyjaciele mojego dzieciństwa (1958) powieść dla dzieci
- Szabla z perłą (1958) powieść dla młodzieży
- Trzy kostki cukru (1960) opowiadania dla dzieci
- Las moim domem (1962) powieść dla młodzieży
- Porwał go Czerwonoskóry (Nasza Księgarnia, 1962) powieść dla młodzieży
- Ślady rysich pazurów (1965) powieść dla dzieci
- Ostatni strzał (Nasza Księgarnia, 1969)
- Tadek z Batignolles (Nasza Księgarnia, 1972)
- Jestem ładną dziewczyną (Czytelnik, 1976)
- Maniusia (Nasza Księgarnia, 1983)
- Czarodziej (KAW, 1988)
- Dzikus, czyli wyjęty spod prawa (Czytelnik, 1988)

## Ordery i odznaczenia
- Krzyż Oficerski Orderu Odrodzenia Polski
- Złoty Krzyż Zasługi (11 lipca 1955)[3]
- Srebrny Krzyż Zasługi
- Medal 30-lecia Polski Ludowej
- Medal 40-lecia Polski Ludowej
- Medal 10-lecia Polski Ludowej (19 stycznia 1955)[6]
- Medal Komisji Edukacji Narodowej (1968)